# Phyllodrepa linearis
Phyllodrepa linearis är en skalbaggsart som först beskrevs av Zetterstedt 1828.  Phyllodrepa linearis ingår i släktet Phyllodrepa, och familjen kortvingar. Arten är reproducerande i Sverige.